# Thanh Hóa (Provinz)
Thanh Hóa ist eine Küstenprovinz in der Nördlichen Küstenregion von Vietnam, ca. 150 km südlich von Hà Nội und 1560 km nördlich von Thành phố Hồ Chí Minh (Hồ-Chí-Minh-Stadt). Thanh Hóa hat eine Fläche von 11.116,3 km² und ca. 3,6 Millionen Einwohner.

## Bezirke
| Verwaltungseinheiten der Provinz Thanh Hóa | Verwaltungseinheiten der Provinz Thanh Hóa | Verwaltungseinheiten der Provinz Thanh Hóa |                   |
| --- | ------------------------------------------ | ------------------------------------------ | ----------------- |
| \| Tên \| Einwohner2019 \| Fläche (km²) \| Unterteilung \| \| --------------------------------------------------------- \| ------------- \| ------------ \| ----------------- \| \| Provinzunmittelbare Städte (thành phố trực thuộc tỉnh): 2 \| \| \| \| \| Thanh Hóa \| 614.500 \| 147,2 \| 20 phường, 17 xã \| \| Sầm Sơn \| 172.350 \| 44,92 \| 8 phường, 3 xã \| \| Marktgemeinden (thị xã): 1 \| \| \| \| \| Bỉm Sơn \| 100.820 \| 67,3 \| 6 phường, 2 xã \| \| Landkreise (huyện): 24 \| \| \| \| \| Bá Thước \| 105.000 \| 774,2 \| 1 thị trấn, 22 xã \| \| Cẩm Thủy \| 108.950 \| 425,03 \| 1 thị trấn, 19 xã \| \| Đông Sơn \| 110.700 \| 82,4 \| 1 thị trấn, 14 xã \| \| Hà Trung \| 114.340 \| 245,57 \| 1 thị trấn, 24 xã \| \| Hậu Lộc \| 165.070 \| 162,04 \| 1 thị trấn, 26 xã \| \| Hoằng Hóa \| 253.450 \| 224,56 \| 1 thị trấn, 42 xã \| \| Lang Chánh \| 50.120 \| 585,92 \| 1 thị trấn, 10 xã \| \| Mường Lát \| 41.640 \| 808,65 \| 1 thị trấn, 8 xã \| \| Nga Sơn \| 155.200 \| 145,2 \| 1 thị trấn, 26 xã \| \| Ngọc Lặc \| 136.210 \| 497,2 \| 1 thị trấn, 21 xã \| \| Như Thanh \| 95.360 \| 587,3 \| 1 thị trấn, 16 xã \| \| Như Xuân \| 72.000 \| 543,7 \| 1 thị trấn, 17 xã \| \| Nông Cống \| 271.250 \| 292,5 \| 1 thị trấn, 31 xã \| \| Quan Hóa \| 53.070 \| 995,18 \| 1 thị trấn, 17 xã \| \| Quan Sơn \| 43.510 \| 943,45 \| 1 thị trấn, 12 xã \| \| Quảng Xương \| 245.000 \| 212,4 \| 1 thị trấn, 29 xã \| \| Thạch Thành \| 142.080 \| 551,72 \| 2 thị trấn, 26 xã \| \| Thiệu Hóa \| 183.560 \| 164,95 \| 1 thị trấn, 27 xã \| \| Thọ Xuân \| 221.000 \| 295,12 \| 3 thị trấn, 38 xã \| \| Thường Xuân \| 104.920 \| 1.105,05 \| 1 thị trấn, 16 xã \| \| Tĩnh Gia \| 237.000 \| 457,12 \| 1 thị trấn, 33 xã \| \| Triệu Sơn \| 202.530 \| 290,08 \| 1 thị trấn, 35 xã \| \| Vĩnh Lộc \| 90.440 \| 150,81 \| 1 thị trấn, 15 xã \| \| Yên Định \| 160.050 \| 228,73 \| 2 thị trấn, 27 xã \| |                                            |                                            |                   |
| Tên | Einwohner2019                              | Fläche (km²)                               | Unterteilung      |
| Provinzunmittelbare Städte (thành phố trực thuộc tỉnh): 2 |                                            |                                            |                   |
| Thanh Hóa | 614.500                                    | 147,2                                      | 20 phường, 17 xã  |
| Sầm Sơn | 172.350                                    | 44,92                                      | 8 phường, 3 xã    |
| Marktgemeinden (thị xã): 1 |                                            |                                            |                   |
| Bỉm Sơn | 100.820                                    | 67,3                                       | 6 phường, 2 xã    |
| Landkreise (huyện): 24 |                                            |                                            |                   |
| Bá Thước | 105.000                                    | 774,2                                      | 1 thị trấn, 22 xã |
| Cẩm Thủy | 108.950                                    | 425,03                                     | 1 thị trấn, 19 xã |
| Đông Sơn | 110.700                                    | 82,4                                       | 1 thị trấn, 14 xã |
| Hà Trung | 114.340                                    | 245,57                                     | 1 thị trấn, 24 xã |
| Hậu Lộc | 165.070                                    | 162,04                                     | 1 thị trấn, 26 xã |
| Hoằng Hóa | 253.450                                    | 224,56                                     | 1 thị trấn, 42 xã |
| Lang Chánh | 50.120                                     | 585,92                                     | 1 thị trấn, 10 xã |
| Mường Lát | 41.640                                     | 808,65                                     | 1 thị trấn, 8 xã  |
| Nga Sơn | 155.200                                    | 145,2                                      | 1 thị trấn, 26 xã |
| Ngọc Lặc | 136.210                                    | 497,2                                      | 1 thị trấn, 21 xã |
| Như Thanh | 95.360                                     | 587,3                                      | 1 thị trấn, 16 xã |
| Như Xuân | 72.000                                     | 543,7                                      | 1 thị trấn, 17 xã |
| Nông Cống | 271.250                                    | 292,5                                      | 1 thị trấn, 31 xã |
| Quan Hóa | 53.070                                     | 995,18                                     | 1 thị trấn, 17 xã |
| Quan Sơn | 43.510                                     | 943,45                                     | 1 thị trấn, 12 xã |
| Quảng Xương | 245.000                                    | 212,4                                      | 1 thị trấn, 29 xã |
| Thạch Thành | 142.080                                    | 551,72                                     | 2 thị trấn, 26 xã |
| Thiệu Hóa | 183.560                                    | 164,95                                     | 1 thị trấn, 27 xã |
| Thọ Xuân | 221.000                                    | 295,12                                     | 3 thị trấn, 38 xã |
| Thường Xuân | 104.920                                    | 1.105,05                                   | 1 thị trấn, 16 xã |
| Tĩnh Gia | 237.000                                    | 457,12                                     | 1 thị trấn, 33 xã |
| Triệu Sơn | 202.530                                    | 290,08                                     | 1 thị trấn, 35 xã |
| Vĩnh Lộc | 90.440                                     | 150,81                                     | 1 thị trấn, 15 xã |
| Yên Định | 160.050                                    | 228,73                                     | 2 thị trấn, 27 xã |

## Bevölkerung
Gemäß der Bevölkerungsstatistik von 2009 hatte Thanh Hóa 3.400.595 Einwohner, davon lebten 352.594 (10,4 %) in Städten. 1.045.660 (30,7 %) waren jünger als 18 Jahre, 364.142 (10,7 %) 60 Jahre und älter. 
2.801.321 Bewohner (82,4 %) waren ethnische Vietnamesen (Kinh), 341.359 (10,0 %) gehörten der Volksgruppe der Mường an, 225.336 (6,6 %) der Thái-Nationalität.